# Alix de Courtenay
Alix de Courtenay, née vers 1160 et morte le 11 février 1218, est une noble issue de la maison capétienne de Courtenay. Elle devient comtesse de Joigny (1179-1186) par son union avec Guillaume Ier de Joigny. Elle épouse en secondes noces  Aymar II d'Angoulême et devient comtesse d'Angoulême (v. 1186-1202).

## Biographie

### Famille
Elle est la fille de Pierre de France (♰ 1183), prince capétien, et d'Isabelle (♰ 1205), héritière de la maison de Courtenay. Par son père, Alix est la petite-fille du roi de France, Louis VI le Gros (1081-1137).
Alix a trois frères. L'aîné, Pierre II de Courtenay (v. 1165-1219) est seigneur de Courtenay (1183-1219), comte de Nevers (1185-1199), d'Auxerre, de Tonnerre (1185-1219) et empereur latin de Constantinople (1216-1219). Ses cadets sont : Robert Ier (1168-1239), seigneur de Champignelles, bouteiller de France à la cour du roi Louis VIII et Guillaume dit de Tanlay.
Ses oncles paternels sont les capétiens Louis VII le Jeune (1120-1180), roi de France (1137-1180), Henri de France (1121-1175), évêque de Beauvais (1149-1162), puis archevêque de Reims (1162-1175) et le comte de Dreux, Robert Ier dit le Grand (v.  1125-1188), fondateur de la maison capétienne de Dreux. Son cousin germain est le roi de France Philippe II Auguste (1165-1123).

## Mariages et descendance

### GuillaumeIerde Joigny
Alix épouse en premières noces, vers 1178, Guillaume Ier (v. 1160-1220), comte de Joigny (v. 1179-1220), fils de Renard IV (♰ v. 1179), comte de Joigny, et d'Adélaïde de Nevers (1145-1195).
Ils ont deux enfants :
- Gui de Joigny, mort jeune ;
- Pierre Ier de Joigny (v. 1185-avril 1222) comte de Joigny. Il épouse Élisabeth, dont le nom de famille reste inconnu. Elle décède avant le 31 mars 1222. Pierre meurt sans postérité connue.

Le couple se sépare en 1186 pour cause de parenté.

### AymarIId'Angoulême
Aymar (1160-1202), comte d'Angoulême (v. 1186-1202), est le troisième fils de Guillaume VI Taillefer, comte d'Angoulême, et de Marguerite de Turenne. Il est le frère cadet de Vulgrin III d'Angoulême (♰ av. 29 juin 1181) et de Guillaume VII Taillefer (♰ 1186), comtes d'Angoulême avant lui. Aymar épouse Alix vers 1186 et ont une fille unique :
- Isabelle d'Angoulême (v. 1188/1192-1246) comtesse d'Angoulême (1202-1246), reine d'Angleterre (1200-1216) par son mariage en 1200 avec Jean Sans Terre (1166-1216). Veuve, elle épouse en 1220 Hugues X de Lusignan (v. 1182-1249), comte de la Marche (1219-1249).

Une fois veuve d'Aymar, Alix de Courtenay, gouverne la ville d'Angoulême jusqu'en mars 1203, date à laquelle Jean sans Terre la convoque à la cour et lui accorde une pension mensuelle de 50 livres en échange de ses droits de comtesse douairière. En 1204, le Poitou se range du côté des capétiens et Alix prête serment de fidélité à Philippe Auguste pour le comté d'Angoulême. Elle se retire ensuite de toute vie publique, s'installant sur ses terres de La Ferté-Gaucher, où elle vivait encore en juillet 1215, date à laquelle elle signe un document à Provins de son titre de comtesse d'Angoulême.

## Sceau et Armoiries

### Sceau [1215]
Grand sceau : Navette, 70 × 50 mm,.
Description : À l’intérieur du champ, que décorent des motifs végétaux, une dame, debout sur un piédestal, de face, la tête coiffée d’un voile, vêtue d’une robe serrée à la taille, sans manches, tient un oiseau de chasse dans la main gauche, une longue tige dans l’autre, ses longs cheveux retombant sur les épaules.
Légende : ✠ SIGILLVM ⠅ADILIDIS ⠅COMITISSE… ENGVOLISNENSIS
Sceau du secret : Rond, 35 mm,.
Description : Écu chargé de trois besants.
Légende : ✠ HOC ⠅EST • SECRETVM

### Armoiries [1215]
| Blason | Blasonnement : Écu d'or à trois tourteaux de gueules Commentaires : Blason d'Alix de Courtenay, comtesse d'Angoulême, d'après l'empreinte d'un contre-sceau de 1215. |

Références,

## Sources et bibliographie

### Sources sigillographiques
- « France, Provins : Bibliothèque Alain-Peyrefitte, 86 », Liasse de 20 chartes originales (1127-1283), https://arca.irht.cnrs.fr, ARCA : Bibliothèque numérique de l’IRHT, 2009. [lire en ligne]
- SIGILLA : base numérique des sceaux conservés en France, « Alix de Courtenay Comtesse d'Angoulême (1186-1218)», sur sigilla.irht.cnrs.fr, Cnrs / IRHT. [lire en ligne].